# 日野昭
日野 昭（ひの あきら、1928年4月11日 - 2011年7月19日）は、日本の日本古代史学者。

## 略歴
岐阜県生まれ。龍谷大学卒、同大学院文学研究科修了、1980年「日本古代氏族伝承の研究」で龍谷大学文学博士。龍谷大学助教授、教授を務めた。1997年定年、名誉教授となる。門下に松倉文比古、水谷千秋がいる。

## 著書
- 『日本古代氏族伝承の研究』永田文昌堂 1971
- 『日本古代氏族伝承の研究 続篇』永田文昌堂 1982
- 『日野昭論文集 1 (日本書紀と古代の仏教)』和泉書院 2015
- 『日野昭論文集 2 (日本古代の氏族と宗教)』和泉書院 2017

### 記念論文集
- 『歴史と伝承 日野昭博士還暦記念論文集』永田文昌堂 1988